# Austrolimnophila aka
Austrolimnophila còn gọi là là một loài ruồi trong họ Limoniidae. Chúng phân bố ở miền Australasia.